# Apocyclops spartinus
Apocyclops spartinus – gatunek widłonoga z rodziny Cyclopidae. Opisał go w 1968 roku amerykański biolog Ernest Ruber, nadając mu nazwę Cyclops (Apocyclops) spartinus. Miejsce typowe to słone bagna na wybrzeżu stanu New Jersey na północnym wschodzie USA.